# Список астероїдів (24101—24200)
| Назва                              | Тимчасове позначення | Дата відкриття    | Місце відкриття                    | Відкривач                          |
| ---------------------------------- | -------------------- | ----------------- | ---------------------------------- | ---------------------------------- |
| 24101 Кассіні (Cassini)            | 1999 VA9             | 9 листопада 1999  | Обсерваторія Фаунтін-Гіллс         | Чарльз Джулз                       |
| 24102 Жаккассіні (Jacquescassini)  | 1999 VD9             | 9 листопада 1999  | Обсерваторія Фаунтін-Гіллс         | Чарльз Джулз                       |
| 24103 Детурі (Dethury)             | 1999 VS9             | 9 листопада 1999  | Обсерваторія Фаунтін-Гіллс         | Чарльз Джулз                       |
| 24104 Вініссак (Vinissac)          | 1999 VZ9             | 9 листопада 1999  | Обсерваторія Фаунтін-Гіллс         | Чарльз Джулз                       |
| 24105 Брутон (Broughton)           | 1999 VE10            | 9 листопада 1999  | Обсерваторія Фаунтін-Гіллс         | Чарльз Джулз                       |
| (24106) 1999 VA12                  | 1999 VA12            | 10 листопада 1999 | Обсерваторія Фаунтін-Гіллс         | Чарльз Джулз                       |
| (24107) 1999 VS19                  | 1999 VS19            | 12 листопада 1999 | Обсерваторія Зено                  | Том Стаффорд                       |
| (24108) 1999 VL20                  | 1999 VL20            | 11 листопада 1999 | Обсерваторія Фаунтін-Гіллс         | Чарльз Джулз                       |
| (24109) 1999 VO20                  | 1999 VO20            | 11 листопада 1999 | Обсерваторія Фаунтін-Гіллс         | Чарльз Джулз                       |
| (24110) 1999 VP20                  | 1999 VP20            | 11 листопада 1999 | Обсерваторія Фаунтін-Гіллс         | Чарльз Джулз                       |
| (24111) 1999 VY22                  | 1999 VY22            | 13 листопада 1999 | Обсерваторія Гай-Пойнт             | Денніс Чесні                       |
| (24112) 1999 VO23                  | 1999 VO23            | 14 листопада 1999 | Обсерваторія Фаунтін-Гіллс         | Чарльз Джулз                       |
| (24113) 1999 VQ23                  | 1999 VQ23            | 14 листопада 1999 | Обсерваторія Фаунтін-Гіллс         | Чарльз Джулз                       |
| (24114) 1999 VV23                  | 1999 VV23            | 14 листопада 1999 | Обсерваторія Фаунтін-Гіллс         | Чарльз Джулз                       |
| (24115) 1999 VH24                  | 1999 VH24            | 15 листопада 1999 | Обсерваторія Фаунтін-Гіллс         | Чарльз Джулз                       |
| (24116) 1999 VK24                  | 1999 VK24            | 15 листопада 1999 | Обсерваторія Фаунтін-Гіллс         | Чарльз Джулз                       |
| (24117) 1999 VQ26                  | 1999 VQ26            | 3 листопада 1999  | Сокорро (Нью-Мексико)              | LINEAR                             |
| 24118 Бабазадех (Babazadeh)        | 1999 VX28            | 3 листопада 1999  | Сокорро (Нью-Мексико)              | LINEAR                             |
| 24119 Кетрінроуз (Katherinrose)    | 1999 VB32            | 3 листопада 1999  | Сокорро (Нью-Мексико)              | LINEAR                             |
| 24120 Джереміблум (Jeremyblum)     | 1999 VR33            | 3 листопада 1999  | Сокорро (Нью-Мексико)              | LINEAR                             |
| 24121 Ахандран (Achandran)         | 1999 VV33            | 3 листопада 1999  | Сокорро (Нью-Мексико)              | LINEAR                             |
| (24122) 1999 VW34                  | 1999 VW34            | 3 листопада 1999  | Сокорро (Нью-Мексико)              | LINEAR                             |
| 24123 Тімотічанг (Timothychang)    | 1999 VU35            | 3 листопада 1999  | Сокорро (Нью-Мексико)              | LINEAR                             |
| 24124 Дозьє (Dozier)               | 1999 VH36            | 3 листопада 1999  | Сокорро (Нью-Мексико)              | LINEAR                             |
| 24125 Сафозо (Sapphozoe)           | 1999 VS36            | 3 листопада 1999  | Сокорро (Нью-Мексико)              | LINEAR                             |
| 24126 Ґудйонсон (Gudjonson)        | 1999 VC49            | 3 листопада 1999  | Сокорро (Нью-Мексико)              | LINEAR                             |
| (24127) 1999 VZ52                  | 1999 VZ52            | 3 листопада 1999  | Сокорро (Нью-Мексико)              | LINEAR                             |
| 24128 Гіпсман (Hipsman)            | 1999 VU53            | 4 листопада 1999  | Сокорро (Нью-Мексико)              | LINEAR                             |
| 24129 Олівіяху (Oliviahu)          | 1999 VJ62            | 4 листопада 1999  | Сокорро (Нью-Мексико)              | LINEAR                             |
| 24130 Алексхуанг (Alexhuang)       | 1999 VW63            | 4 листопада 1999  | Сокорро (Нью-Мексико)              | LINEAR                             |
| 24131 Джонатхаггінс (Jonathuggins) | 1999 VG65            | 4 листопада 1999  | Сокорро (Нью-Мексико)              | LINEAR                             |
| (24132) 1999 VS67                  | 1999 VS67            | 4 листопада 1999  | Сокорро (Нью-Мексико)              | LINEAR                             |
| 24133 Чункайкао (Chunkaikao)       | 1999 VW67            | 4 листопада 1999  | Сокорро (Нью-Мексико)              | LINEAR                             |
| 24134 Кліффордкім (Cliffordkim)    | 1999 VD70            | 4 листопада 1999  | Сокорро (Нью-Мексико)              | LINEAR                             |
| 24135 Лісанн (Lisann)              | 1999 VA71            | 4 листопада 1999  | Сокорро (Нью-Мексико)              | LINEAR                             |
| (24136) 1999 VL72                  | 1999 VL72            | 14 листопада 1999 | Станція Сінлун                     | SCAP                               |
| (24137) 1999 VP72                  | 1999 VP72            | 9 листопада 1999  | Обсерваторія Санта-Лючія Стронконе | Антоніо Ваньоцці                   |
| 24138 Бенджамінлу (Benjaminlu)     | 1999 VB81            | 4 листопада 1999  | Сокорро (Нью-Мексико)              | LINEAR                             |
| 24139 Браянмкерті (Brianmcarthy)   | 1999 VE89            | 4 листопада 1999  | Сокорро (Нью-Мексико)              | LINEAR                             |
| 24140 Еванміртс (Evanmirts)        | 1999 VQ89            | 5 листопада 1999  | Сокорро (Нью-Мексико)              | LINEAR                             |
| (24141) 1999 VN113                 | 1999 VN113           | 4 листопада 1999  | Каталінський огляд                 | Каталінський огляд                 |
| (24142) 1999 VP114                 | 1999 VP114           | 9 листопада 1999  | Каталінський огляд                 | Каталінський огляд                 |
| (24143) 1999 VY124                 | 1999 VY124           | 10 листопада 1999 | Сокорро (Нью-Мексико)              | LINEAR                             |
| 24144 Філіпмокз (Philipmocz)       | 1999 VU137           | 12 листопада 1999 | Сокорро (Нью-Мексико)              | LINEAR                             |
| (24145) 1999 VD154                 | 1999 VD154           | 13 листопада 1999 | Каталінський огляд                 | Каталінський огляд                 |
| 24146 Бенджамюллер (Benjamueller)  | 1999 VY158           | 14 листопада 1999 | Сокорро (Нью-Мексико)              | LINEAR                             |
| 24147 Стефанмюллер (Stefanmuller)  | 1999 VH162           | 14 листопада 1999 | Сокорро (Нью-Мексико)              | LINEAR                             |
| 24148 Михайлів (Mychajliw)         | 1999 VM169           | 14 листопада 1999 | Сокорро (Нью-Мексико)              | LINEAR                             |
| 24149 Раґгаван (Raghavan)          | 1999 VL173           | 15 листопада 1999 | Сокорро (Нью-Мексико)              | LINEAR                             |
| (24150) 1999 VN174                 | 1999 VN174           | 13 листопада 1999 | Каталінський огляд                 | Каталінський огляд                 |
| (24151) 1999 VR184                 | 1999 VR184           | 15 листопада 1999 | Сокорро (Нью-Мексико)              | LINEAR                             |
| 24152 Рамасеш (Ramasesh)           | 1999 VR185           | 15 листопада 1999 | Сокорро (Нью-Мексико)              | LINEAR                             |
| 24153 Девідалекс (Davidalex)       | 1999 VE188           | 15 листопада 1999 | Сокорро (Нью-Мексико)              | LINEAR                             |
| 24154 Айонсен (Ayonsen)            | 1999 VP188           | 15 листопада 1999 | Сокорро (Нью-Мексико)              | LINEAR                             |
| 24155 Серганов (Serganov)          | 1999 VX188           | 15 листопада 1999 | Сокорро (Нью-Мексико)              | LINEAR                             |
| 24156 Хамсашрідхар (Hamsasridhar)  | 1999 VZ188           | 15 листопада 1999 | Сокорро (Нью-Мексико)              | LINEAR                             |
| 24157 Toshiyanagisawa              | 1999 VN192           | 1 листопада 1999  | Станція Андерсон-Меса              | LONEOS                             |
| 24158 Kokubo                       | 1999 VV192           | 1 листопада 1999  | Станція Андерсон-Меса              | LONEOS                             |
| 24159 Shigetakahashi               | 1999 VY192           | 1 листопада 1999  | Станція Андерсон-Меса              | LONEOS                             |
| (24160) 1999 VS207                 | 1999 VS207           | 9 листопада 1999  | Обсерваторія Санта-Лючія Стронконе | Обсерваторія Санта-Лючія Стронконе |
| (24161) 1999 VU219                 | 1999 VU219           | 5 листопада 1999  | Сокорро (Нью-Мексико)              | LINEAR                             |
| 24162 Аскасі (Askaci)              | 1999 WD              | 17 листопада 1999 | Олате                              | Л. Робінсон                        |
| (24163) 1999 WT1                   | 1999 WT1             | 25 листопада 1999 | Вішнянська обсерваторія            | Корадо Корлевіч                    |
| (24164) 1999 WM3                   | 1999 WM3             | 28 листопада 1999 | Обсерваторія Оїдзумі               | Такао Кобаяші                      |
| (24165) 1999 WQ3                   | 1999 WQ3             | 28 листопада 1999 | Обсерваторія Оїдзумі               | Такао Кобаяші                      |
| (24166) 1999 WW3                   | 1999 WW3             | 28 листопада 1999 | Обсерваторія Оїдзумі               | Такао Кобаяші                      |
| (24167) 1999 WC4                   | 1999 WC4             | 28 листопада 1999 | Обсерваторія Оїдзумі               | Такао Кобаяші                      |
| 24168 Хекслайн (Hexlein)           | 1999 WH9             | 29 листопада 1999 | Штаркенбурзька обсерваторія        | Штаркенбурзька обсерваторія        |
| (24169) 1999 WQ11                  | 1999 WQ11            | 29 листопада 1999 | Обсерваторія Ніхондайра            | Такеші Урата                       |
| (24170) 1999 WB13                  | 1999 WB13            | 29 листопада 1999 | Бедуен                             | П'єр Антоніні                      |
| (24171) 1999 XE1                   | 1999 XE1             | 2 грудня 1999     | Обсерваторія Оїдзумі               | Такао Кобаяші                      |
| (24172) 1999 XG1                   | 1999 XG1             | 2 грудня 1999     | Обсерваторія Оїдзумі               | Такао Кобаяші                      |
| 24173 SLAS                         | 1999 XS1             | 3 грудня 1999     | Обсерваторія Оахака                | Джеймс Рой                         |
| (24174) 1999 XZ4                   | 1999 XZ4             | 4 грудня 1999     | Каталінський огляд                 | Каталінський огляд                 |
| (24175) 1999 XD5                   | 1999 XD5             | 4 грудня 1999     | Каталінський огляд                 | Каталінський огляд                 |
| (24176) 1999 XP6                   | 1999 XP6             | 4 грудня 1999     | Каталінський огляд                 | Каталінський огляд                 |
| (24177) 1999 XJ7                   | 1999 XJ7             | 4 грудня 1999     | Обсерваторія Фаунтін-Гіллс         | Чарльз Джулз                       |
| (24178) 1999 XL7                   | 1999 XL7             | 4 грудня 1999     | Обсерваторія Фаунтін-Гіллс         | Чарльз Джулз                       |
| (24179) 1999 XS7                   | 1999 XS7             | 4 грудня 1999     | Обсерваторія Фаунтін-Гіллс         | Чарльз Джулз                       |
| (24180) 1999 XH8                   | 1999 XH8             | 3 грудня 1999     | Обсерваторія Оїдзумі               | Такао Кобаяші                      |
| (24181) 1999 XN8                   | 1999 XN8             | 2 грудня 1999     | Обсерваторія Квістаберг            | Астероїдний огляд Уппсала-DLR      |
| (24182) 1999 XP11                  | 1999 XP11            | 5 грудня 1999     | Каталінський огляд                 | Каталінський огляд                 |
| (24183) 1999 XV11                  | 1999 XV11            | 6 грудня 1999     | Каталінський огляд                 | Каталінський огляд                 |
| (24184) 1999 XS13                  | 1999 XS13            | 5 грудня 1999     | Сокорро (Нью-Мексико)              | LINEAR                             |
| (24185) 1999 XM14                  | 1999 XM14            | 3 грудня 1999     | Обсерваторія Наті-Кацуура          | Йошісада Шімідзу, Такеші Урата     |
| 24186 Шиванісуд (Shivanisud)       | 1999 XL18            | 3 грудня 1999     | Сокорро (Нью-Мексико)              | LINEAR                             |
| (24187) 1999 XO18                  | 1999 XO18            | 3 грудня 1999     | Сокорро (Нью-Мексико)              | LINEAR                             |
| 24188 Метьювейдж (Matthewage)      | 1999 XS24            | 6 грудня 1999     | Сокорро (Нью-Мексико)              | LINEAR                             |
| 24189 Левассерман (Lewasserman)    | 1999 XR25            | 6 грудня 1999     | Сокорро (Нью-Мексико)              | LINEAR                             |
| 24190 Сяоюньінь (Xiaoyunyin)       | 1999 XT28            | 6 грудня 1999     | Сокорро (Нью-Мексико)              | LINEAR                             |
| 24191 Цяочуюань (Qiaochuyuan)      | 1999 XK30            | 6 грудня 1999     | Сокорро (Нью-Мексико)              | LINEAR                             |
| (24192) 1999 XM30                  | 1999 XM30            | 6 грудня 1999     | Сокорро (Нью-Мексико)              | LINEAR                             |
| (24193) 1999 XF32                  | 1999 XF32            | 6 грудня 1999     | Сокорро (Нью-Мексико)              | LINEAR                             |
| 24194 Палюш (Palus)                | 1999 XU35            | 8 грудня 1999     | Обсерваторія Модри                 | Адріан Галад, Душан Калманчок      |
| (24195) 1999 XD36                  | 1999 XD36            | 6 грудня 1999     | Обсерваторія Ґекко                 | Тецуо Каґава                       |
| (24196) 1999 XG37                  | 1999 XG37            | 7 грудня 1999     | Обсерваторія Фаунтін-Гіллс         | Чарльз Джулз                       |
| (24197) 1999 XP37                  | 1999 XP37            | 7 грудня 1999     | Обсерваторія Чрні Врх              | Обсерваторія Чрні Врх              |
| 24198 Сяоменцзен (Xiaomengzeng)    | 1999 XB39            | 6 грудня 1999     | Сокорро (Нью-Мексико)              | LINEAR                             |
| 24199 Царевський (Tsarevsky)       | 1999 XD39            | 6 грудня 1999     | Сокорро (Нью-Мексико)              | LINEAR                             |
| 24200 Петербрукс (Peterbrooks)     | 1999 XB40            | 6 грудня 1999     | Сокорро (Нью-Мексико)              | LINEAR                             |

| ← Астероїди 20001—30000 → |             |             |             |             |             |             |             |             |             |
| 20001—20100               | 21001—21100 | 22001—22100 | 23001—23100 | 24001—24100 | 25001—25100 | 26001—26100 | 27001—27100 | 28001—28100 | 29001—29100 |
| 20101—20200               | 21101—21200 | 22101—22200 | 23101—23200 | 24101—24200 | 25101—25200 | 26101—26200 | 27101—27200 | 28101—28200 | 29101—29200 |
| 20201—20300               | 21201—21300 | 22201—22300 | 23201—23300 | 24201—24300 | 25201—25300 | 26201—26300 | 27201—27300 | 28201—28300 | 29201—29300 |
| 20301—20400               | 21301—21400 | 22301—22400 | 23301—23400 | 24301—24400 | 25301—25400 | 26301—26400 | 27301—27400 | 28301—28400 | 29301—29400 |
| 20401—20500               | 21401—21500 | 22401—22500 | 23401—23500 | 24401—24500 | 25401—25500 | 26401—26500 | 27401—27500 | 28401—28500 | 29401—29500 |
| 20501—20600               | 21501—21600 | 22501—22600 | 23501—23600 | 24501—24600 | 25501—25600 | 26501—26600 | 27501—27600 | 28501—28600 | 29501—29600 |
| 20601—20700               | 21601—21700 | 22601—22700 | 23601—23700 | 24601—24700 | 25601—25700 | 26601—26700 | 27601—27700 | 28601—28700 | 29601—29700 |
| 20701—20800               | 21701—21800 | 22701—22800 | 23701—23800 | 24701—24800 | 25701—25800 | 26701—26800 | 27701—27800 | 28701—28800 | 29701—29800 |
| 20801—20900               | 21801—21900 | 22801—22900 | 23801—23900 | 24801—24900 | 25801—25900 | 26801—26900 | 27801—27900 | 28801—28900 | 29801—29900 |
| 20901—21000               | 21901—22000 | 22901—23000 | 23901—24000 | 24901—25000 | 25901—26000 | 26901—27000 | 27901—28000 | 28901—29000 | 29901—30000 |